# Svyatochin (métro de Kiev)
Svyatochin (ukrainien : Святошин) est une station de la  ligne Svyatochins'ko-Brovars'ka (M1) du métro de Kiev. Elle est située dans le raïon de Sviatochyne de la ville de Kiev en Ukraine.
Mise en service en 1971, elle est desservie par les rames de la ligne M1. Le service est arrêté ou perturbé depuis l'invasion de l'Ukraine par la Russie en 2022.

## Situation sur le réseau
Établie en souterrain, la station Svyatochin, est une station de passage de la Ligne Svyatochins'ko-Brovars'ka (M1) du métro de Kiev. Elle est située entre la station Jitomirska, en direction du terminus ouest Akademmistetchko, et la station Nyvky, en direction du terminus est, Lisova.
Elle dispose d'un quai central encadré par les deux voies de la ligne.

## Histoire
La station Svyatochin est mise en service le 5 novembre 1971, lors de l'ouverture à l'exploitation de la section de Beresteïska, alors nommée Zhovtneva, à Sviatoshyn. Elle est conçue par les architectes G. Golovko, N. Kolomyets, M. Syrkin et l'artiste N. Harkush..
La station est restaurée à la fin des années 1990, par T. Tselikovskaya. Elle de nouveau l'objet d'une mise à jour en 2019, par ET. Yukhnovsky.

## Services aux voyageurs

### Accès et accueil
Il se fait par l'avenue de Brest.

### Desserte
Svyatochin est desservie par les rames de la ligne M1.

Installations et desserte
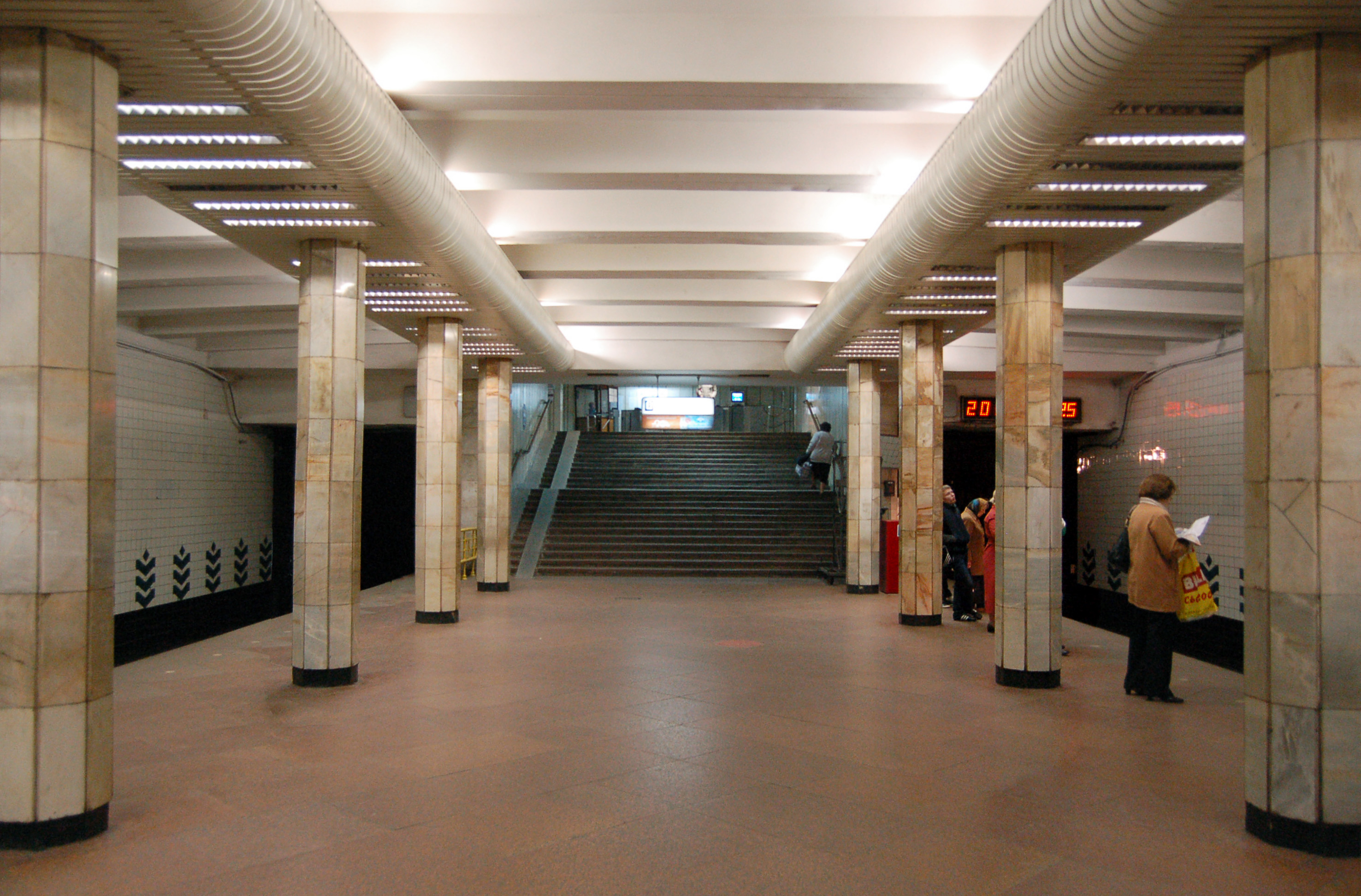
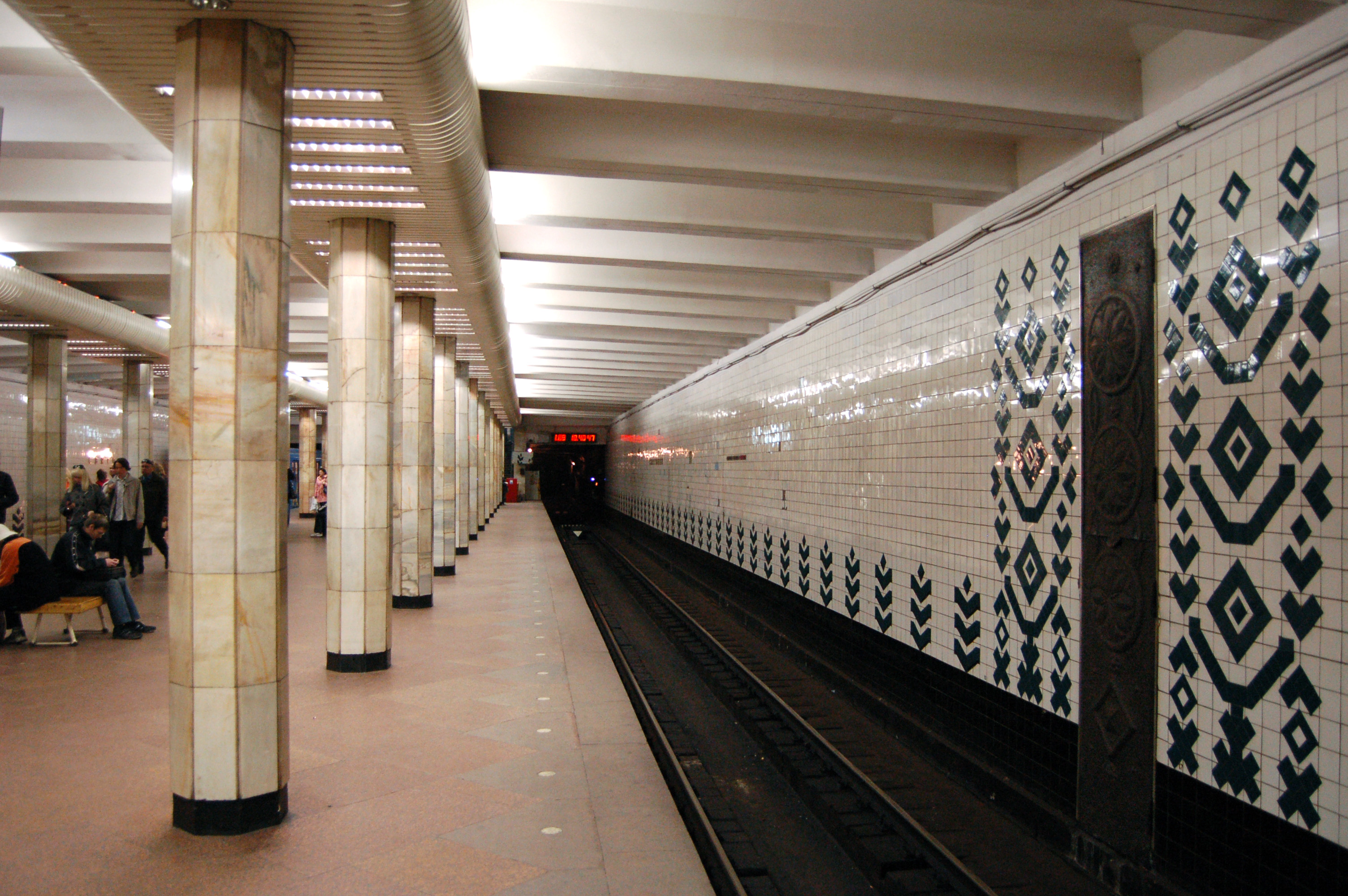
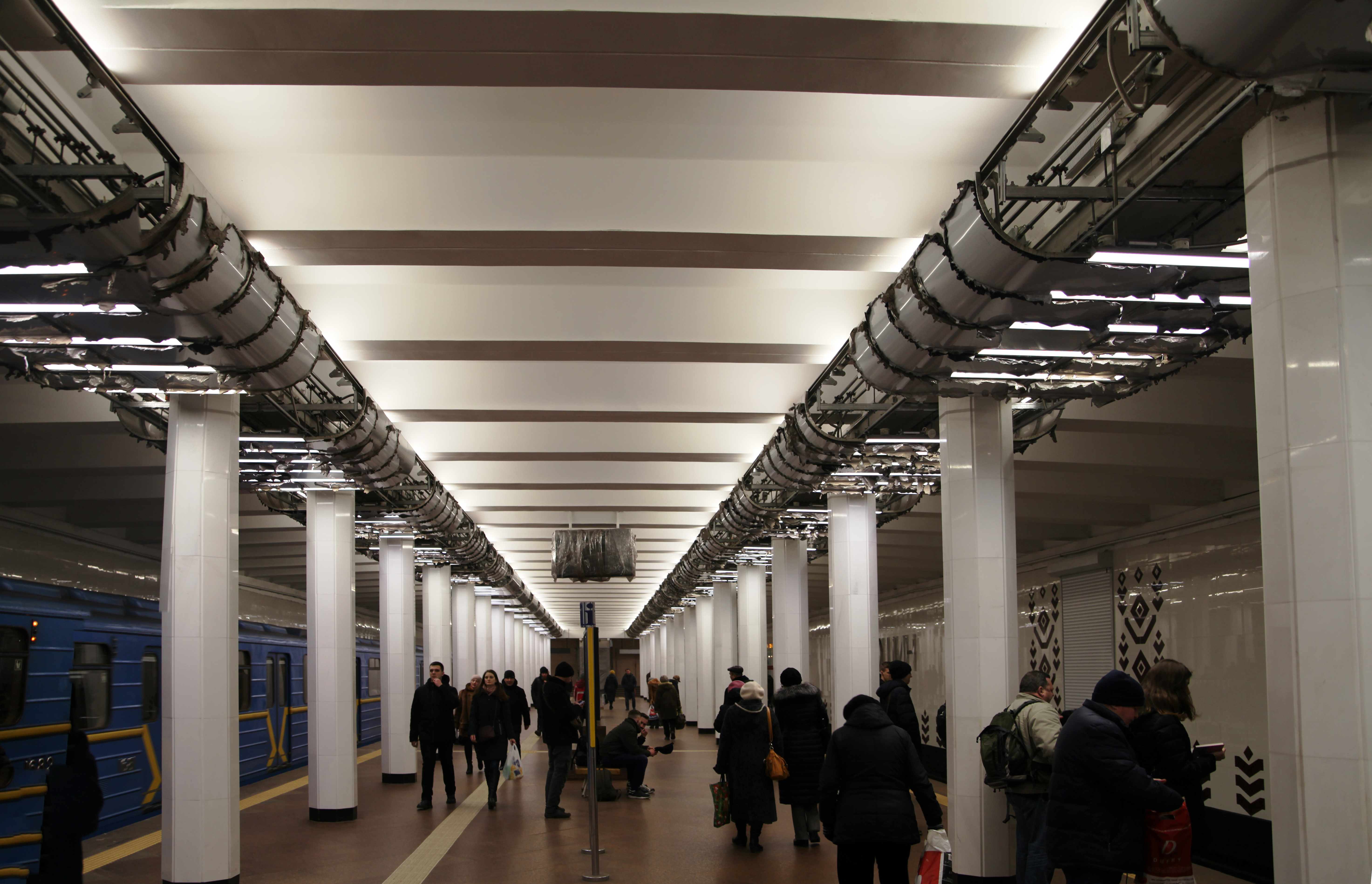